# The Secret Servant
The Secret Servant (O Criado Secreto, na edição em Portugal, ou O Aliado Oculto, na edição no Brasil) é um livro de ficção de espionagem do escritor norte-americano Daniel Silva, publicado pela primeira vez no ano 2007.
Em Portugal, foi editado em 2008, com tradução de Luís Santos, pela Bertrand Editora.

## Sinopse
Mais uma missão para Gabriel Allon que desta vez o leva a Amesterdão para analisar o material reunido por um especialista de terrorismo recentemente assassinado. O que Allon acaba por encontrar é uma conspiração com ligações islâmicas tendo como alvo Londres, com a filha do embaixador americano a ser raptada. Procurando salvá-la, Allon entra no radar dos conspiradores fazendo perigar a sua vida. Pelo meio, surge ainda uma inesperada aliança com um islamita.